# Scolitantides menippe
Scolitantides menippe är en fjärilsart som beskrevs av Hans Fruhstorfer 1910. Scolitantides menippe ingår i släktet Scolitantides och familjen juvelvingar. Inga underarter finns listade.